# MASH
MASH (Originaltitel: MASH – A Novel About Three Army Doctors) ist ein satirischer Antikriegsroman von Richard Hooker, der als Vorlage für den Spielfilm M*A*S*H sowie die spätere gleichnamige Fernsehserie diente.
Der Arzt H. Richard Hornberger verfasste den (unter dem Pseudonym Richard Hooker veröffentlichten) Roman aufgrund seiner Erlebnisse, die er im Korea-Krieg im 8055th Mobile Army Surgical Hospital gesammelt hatte. Der Roman spielt dabei in der fiktiven Einheit 4077th MASH. Die deutschsprachige Übersetzung von Gretl Friedmann erschien erstmals 1971 im Heyne Verlag, München.

## Die Figuren
Hookers Romanfiguren sind zwar erfunden, haben jedoch mehr oder weniger reale Vorlagen und spiegeln auf ihre Art verschiedene, typisch amerikanische Gesellschaftsschichten zu Zeiten des Korea-Krieges wider.

### Captain Benjamin Franklin „Hawkeye“ Pierce
Pierces Spitzname Hawkeye stammt aus Der letzte Mohikaner, dem einzigen Buch, das sein Vater – ein Hummerfischer in einem winzigen Örtchen namens Crabapple Cove – je gelesen hat. Hawkeye ist nicht nur ein erfolgreicher und talentierter Arzt, sondern außerdem leidenschaftlicher Pokerspieler, notorischer Schwesternaufreißer und bekennender Kriegsgegner. Dabei steht er als Chirurg ständig vor dem Problem, junge Soldaten wieder so „zusammenzuflicken“, dass sie an der Front erneut töten und getötet werden können – eine paradoxe Situation, die er nicht mit seinem Gewissen vereinbaren kann. Trotzdem versucht er, seine Arbeit so gut wie möglich zu bewältigen, und beteiligt sich als Ausgleich an einigen verrückten Eskapaden.

### Der Duke – „Finest Kind“
Hooker zeigt in diesem Charakter einen typischen Südstaatler der 1950er Jahre, mit entsprechendem Akzent und eindeutigen Vorurteilen, etwa gegenüber dem farbigen Arzt und Footballspieler „Spearchucker Jones“. Allerdings lernt der Duke im Laufe des Romans einiges dazu. Sein liebster Ausspruch dürfte dabei wohl „Finest Kind!“ lauten.
- In der Verfilmung verkörpert der Schauspieler Tom Skerritt den Duke in der Person von Captain Augustus Bedford Forrest, allerdings im Wesentlichen ohne die im Buch geschilderten Charakterzüge des Duke.
- In der Fernsehserie kommt der Duke selbst überhaupt nicht vor, allerdings stößt in der 6. Staffel der Serie der von David Ogden Stiers gespielte Chirurg Major Charles Emerson Winchester III. zum M*A*S*H hinzu, der einige Ähnlichkeiten mit dem Duke aufweist. So äußert er ebenfalls regelmäßig den Ausspruch "Finest Kind!" und legt ein gewisses "aristokratisches" Verhalten an den Tag, allerdings hat er nicht die Vorurteile des Duke aus der Romanvorlage. Außerdem stammt Major Winchester nicht aus den Südstaaten, sondern aus Boston, Massachusetts und ist damit ein Bewohner Neuenglands.

### „Trapper John“ McIntyre
Eigentlich stammt Trapper aus einer renommierten Bostoner Familie und war sogar bester Junior-Golfer in ganz Massachusetts, allerdings gehört er nicht zu den Leuten, die mit ihrer noblen Herkunft prahlen. Vielleicht liegt das auch daran, dass er seinen Spitznamen in einem Zug bekommen hat, nachdem er zusammen mit einem Mädchen auf der Toilette erwischt worden war. Bärtig, unheimlich und immer mit einem Glas Oliven ausgerüstet, falls ihm ein Martini über den Weg läuft, hilft er Hawkeye und dem Duke stets, wenn es gilt, die Vorgesetzten zu traktieren.

### Frank Burns
„Wenn ein Patient stirbt, ist es entweder (1) Gottes Wille oder (2) die Schuld eines anderen“ – und bei Frank Burns, der von Hooker als ins plakative übersteigerter Patriot, akribischer Vorschriftenliebhaber und äußerst schlechter Arzt dargestellt wird, wird dieses Zitat zum Arbeitsmotto. In der Fernsehserie ist Burns einer der zentralen Charaktere bis zum Beginn der 6. Staffel, im Roman wandert er hingegen schon am Ende des ersten Kapitels in die Psychiatrie.

## Verrückte Eskapaden
Zwischen endlosen Dauerschichten im OP und endloser Langeweile im „Sumpf“, dem Zelt der drei Chirurgen, leisten sich Hawkeye, Duke und Trapper zahlreiche wohltätige, subversive oder einfach nur verrückte Aktionen, die jedoch stets von ihrem verwirrten Vorgesetzten Colonel Henry Blake gebilligt werden. So besteht das ganze Buch aus kleinen Episoden, die von der Ankunft im 4077th bis zur Heimkehr in die Staaten handeln. Hier ein paar Auszüge:
- Sie verkleiden Trapper John McIntyre als Jesus und sammeln auf einer großen Tournee Spenden, um einen koreanischen Jungen nach Amerika aufs College schicken zu können.
- Sie überzeugen den „schmerzlosen Bohrer“, einen eigentlich für seine Potenz berühmten Zahnarzt davon, dass er nicht homosexuell ist, indem sie ihn erst einen scheinbaren Suizid durchführen und ihn dann neben einer Krankenschwester wieder aufwachen lassen (so entstand auch der Titelsong des Films: Suicide Is Painless).
- Sie vertreiben die über-akribische Schwester Houlihan (Hotlips) aus dem Camp.
- Sie werden einen protestantischen Armee-Geistlichen los, der Angehörigen „Es wird alles gut!“-Formbriefe schreibt, obwohl die betreffenden Soldaten kurz darauf ihren Verletzungen erliegen.
- Sie brechen zu einem Golf-Trip nach Tokio auf, wo sie in „Doktor Yamamotos Kinderklinik und Freudenhaus“ einem Kind das Leben retten und nebenbei ein Golfturnier bestreiten.
- Außerdem gewinnen sie ein geradezu legendäres Footballspiel gegen eine andere Armee-Einheit, indem sie zu einigen regelwidrigen Mitteln greifen.

## Buchfortsetzungen
Richard Hooker schrieb 1973 eine Fortsetzung unter dem Titel MASH Goes to Maine (deutsch: MASH in der Heimat). Des Weiteren entstanden zwischen 1975 und 1977 zusammen mit William E. Butterworth ein Dutzend weiterer „Goes-to“-Bücher und 1979 der Roman MASH Mania, die nur auf Englisch erschienen sind. Sie haben aber allesamt nichts mehr mit der Korea-Kriegsproblematik zu tun, sondern beschreiben im Wesentlichen die mehr oder weniger komischen Abenteuer von Hawkeye und Trapper an verschiedenen Orten der Welt.

## Deutsche Ausgaben
- Richard Hooker: MASH. Übersetzung von Gretl Friedmann. Heyne, München 1971. Zuletzt: 20. Auflage 1989, ISBN 3-453-00207-5.
- Richard Hooker: MASH in der Heimat. Übersetzung von Gretl Friedmann. Heyne, München 1972. Zuletzt: 13. Auflage 1987, ISBN 3-453-00285-7.

Zur Schreibweise des Titels: Die Sternchen zwischen den Buchstaben waren keine Idee von Richard Hooker, sondern wurden erst bei Robert Altmans Verfilmung M*A*S*H hinzugefügt.